# Nicoleta Grasu
Nicoleta Grasu (wcześniej jako Nicoleta Grădinaru, ur. 11 września 1971 w Secuieni) – rumuńska lekkoatletka, specjalizująca się w rzucie dyskiem.
W 1990 uplasowała się na szóstym miejscu podczas mistrzostw świata juniorów. Na igrzyskach olimpijskich w Barcelonie zajęła 13. miejsce w eliminacjach i nie awansowała do finału. W swoim debiucie na mistrzostwach świata (w 1993 roku w Stuttgarcie) była siódma, a rok później zajęła czwartą lokatę w mistrzostwach Europy. Nie udało jej się wywalczyć awansu do finału mistrzostw świata w 1995 roku. Uplasowała się na siódmej pozycji igrzysk olimpijskich w Atlancie (1996). Po zajęciu dziesiątego miejsca na kolejnych mistrzostwach globu w oraz brązu uniwersjady w 1997 zdobyła w 1998 roku brązowy medal mistrzostw Starego Kontynentu. Broniła barw Europy w zawodach pucharu świata w 1998 roku zajmując w nich drugie miejsce. W 1999 roku wygrała uniwersjadę oraz stanęła na najniższym stopniu podium podczas światowego czempionatu w Sewilli. Dziewiętnaste miejsce w eliminacjach nie dało jej awansu do finału igrzysk olimpijskich w 2000 roku. W 2001 roku została wicemistrzynią świata oraz wygrała igrzyska frankofońskie. Szósta zawodniczka igrzysk olimpijskich w Atenach (2004) oraz piąta mistrzostw świata w Helsinkach (2005). Wywalczyła medale na czterech kolejnych imprezach: brązowe na mistrzostwach Europy w 2006, mistrzostwach świata w 2007 oraz 2009 oraz srebrny na mistrzostwach Europy w 2010. W międzyczasie Grasu zajęła 12. miejsce w Pekinie podczas igrzysk olimpijskich. Na koniec sezonu 2010 była szósta w pucharze interkontynentalnym. Wielokrotna reprezentantka Rumunii w meczach międzypaństwowych, pucharze Europy, zimowym pucharze w rzutach lekkoatletycznych oraz w drużynowych mistrzostwach Starego Kontynentu. Medalistka mistrzostw kraju oraz mistrzostw krajów bałkańskich. Jej mężem jest były rumuński dyskobol Costel Grasu.
Rekord życiowy: 68,80 (7 sierpnia 1999, Poiana Brašov).

## Osiągnięcia
| Rok  | Impreza                              | Miejsce               | Lokata            | Wynik |
| ---- | ------------------------------------ | --------------------- | ----------------- | ----- |
| 1990 | Mistrzostwa świata juniorów          | Płowdiw               | 6. miejsce        | 53,10 |
| 1992 | Młodzieżowy puchar Europy            | Gateshead             | 1. miejsce        | 62,58 |
| 1992 | Igrzyska olimpijskie                 | Barcelona             | el. – 13. miejsce | 60,62 |
| 1992 | Mistrzostwa krajów bałkańskich       | Sofia                 | 1. miejsce        | 63,28 |
| 1993 | Mistrzostwa świata                   | Stuttgart             | 7. miejsce        | 62,10 |
| 1994 | Igrzyska frankońskie                 | Paryż                 | 1. miejsce        | 60,80 |
| 1994 | Mistrzostwa Europy                   | Helsinki              | 4. miejsce        | 63,64 |
| 1994 | Finał Grand Prix IAAF                | Paryż                 | 7. miejsce        | 59,70 |
| 1995 | I liga pucharu Europy                | Turku                 | 1. miejsce        | 61,96 |
| 1995 | Mistrzostwa świata                   | Göteborg              | el. – 17. miejsce | 58,62 |
| 1996 | I liga pucharu Europy                | Fana                  | 1. miejsce        | 64,64 |
| 1996 | Igrzyska olimpijskie                 | Atlanta               | 7. miejsce        | 63,28 |
| 1997 | Mistrzostwa świata                   | Ateny                 | 10. miejsce       | 60,14 |
| 1997 | Uniwersjada                          | Sycylia               | 3. miejsce        | 60,08 |
| 1997 | Mistrzostwa krajów bałkańskich       | Ateny                 | 1. miejsce        | 61,02 |
| 1998 | I liga pucharu Europy                | Budapeszt             | 2. miejsce        | 65,20 |
| 1998 | Igrzyska krajów bałkańskich          | Belgrad               | 1. miejsce        | 63,58 |
| 1998 | Mistrzostwa Europy                   | Budapeszt             | 3. miejsce        | 65,94 |
| 1998 | Finał Grand Prix IAAF                | Moskwa                | 3. miejsce        | 65,10 |
| 1998 | Puchar świata                        | Johannesburg          | 2. miejsce        | 66,25 |
| 1999 | Superliga pucharu Europy             | Paryż                 | 2. miejsce        | 65,85 |
| 1999 | Igrzyska krajów bałkańskich          | Stambuł               | 1. miejsce        | 63,61 |
| 1999 | Uniwersjada                          | Palma de Mallorca     | 1. miejsce        | 65,21 |
| 1999 | Mistrzostwa świata                   | Sewilla               | 3. miejsce        | 65,35 |
| 2000 | Superliga pucharu Europy             | Gateshead             | 1. miejsce        | 63,35 |
| 2000 | Igrzyska olimpijskie                 | Sydney                | el. – 19. miejsce | 58,87 |
| 2000 | Finał Grand Prix IAAF                | Doha                  | 4. miejsce        | 62,39 |
| 2001 | Zimowy puchar Europy w rzutach       | Nicea                 | 1. miejsce        | 65,54 |
| 2001 | Superliga pucharu Europy             | Brema                 | 3. miejsce        | 64,53 |
| 2001 | Igrzyska frankofońskie               | Ottawa                | 1. miejsce        | 64,53 |
| 2001 | Mistrzostwa świata                   | Edmonton              | 2. miejsce        | 66,24 |
| 2002 | Superliga pucharu Europy             | Annecy                | 2. miejsce        | 63,05 |
| 2004 | I liga pucharu Europy                | Płowdiw               | 3. miejsce        | 61,40 |
| 2004 | Igrzyska olimpijskie                 | Ateny                 | 6. miejsce        | 64,92 |
| 2005 | Zimowy puchar Europy w rzutach       | Mersin                | 2. miejsce        | 60,75 |
| 2005 | Superliga pucharu Europy             | Florencja             | 4. miejsce        | 60,89 |
| 2005 | Mistrzostwa świata                   | Helsinki              | 5. miejsce        | 62,05 |
| 2005 | Światowy finał lekkoatletyczny IAAF  | Monako                | 5. miejsce        | 58,25 |
| 2006 | Zimowy puchar Europy w rzutach       | Tel Awiw-Jafa         | 3. miejsce        | 60,86 |
| 2006 | Superliga pucharu Europy             | Malaga                | 3. miejsce        | 61,91 |
| 2006 | Mistrzostwa Europy                   | Göteborg              | 3. miejsce        | 63,58 |
| 2006 | Światowy finał lekkoatletyczny IAAF  | Stuttgart             | 2. miejsce        | 62,32 |
| 2007 | Zimowy puchar Europy w rzutach       | Jałta                 | 4. miejsce        | 57,59 |
| 2007 | I liga pucharu Europy                | Mediolan              | 1. miejsce        | 61,75 |
| 2007 | Mistrzostwa świata                   | Osaka                 | 3. miejsce        | 63,40 |
| 2007 | Światowy finał lekkoatletyczny IAAF  | Stuttgart             | 3. miejsce        | 61,75 |
| 2008 | Zimowy puchar Europy w rzutach       | Split                 | 1. miejsce        | 60,25 |
| 2008 | I liga pucharu Europy                | Stambuł               | 1. miejsce        | 66,51 |
| 2008 | Mistrzostwa krajów bałkańskich       | Árgos Orestikó        | 1. miejsce        | 64,58 |
| 2008 | Igrzyska olimpijskie                 | Pekin                 | 12. miejsce       | 58,63 |
| 2008 | Światowy finał lekkoatletyczny IAAF  | Stuttgart             | 2. miejsce        | 62,48 |
| 2009 | Zimowy puchar Europy w rzutach       | Teneryfa              | 1. miejsce        | 62,61 |
| 2009 | I liga drużynowych mistrzostw Europy | Bergen                | 1. miejsce        | 62,51 |
| 2009 | Mistrzostwa świata                   | Berlin                | 3. miejsce        | 65,20 |
| 2009 | Światowy finał lekkoatletyczny IAAF  | Saloniki              | 4. miejsce        | 61,57 |
| 2010 | Zimowy puchar Europy w rzutach       | Arles                 | 3. miejsce        | 59,92 |
| 2010 | I liga drużynowych mistrzostw Europy | Budapeszt             | 1. miejsce        | 63,05 |
| 2010 | Mistrzostwa Europy                   | Barcelona             | 2. miejsce        | 63,48 |
| 2010 | Puchar interkontynentalny            | Split                 | 6. miejsce        | 59,69 |
| 2011 | Zimowy puchar Europy w rzutach       | Sofia                 | 2. miejsce        | 59,44 |
| 2011 | I liga drużynowych mistrzostw Europy | Izmir                 | 1. miejsce        | 60,85 |
| 2011 | Mistrzostwa świata                   | Taegu                 | 8. miejsce        | 62,08 |
| 2012 | Zimowy puchar Europy w rzutach       | Bar                   | 6. miejsce        | 60,36 |
| 2013 | Zimowy puchar Europy w rzutach       | Castellón de la Plana | 10. miejsce       | 57,60 |
| 2013 | I liga drużynowych mistrzostw Europy | Dublin                | 1. miejsce        | 57,34 |
| 2013 | Mistrzostwa krajów bałkańskich       | Stara Zagora          | 1. miejsce        | 56,05 |
| 2013 | Mistrzostwa świata                   | Moskwa                | el. – 22. miejsce | 56,31 |